# Éloquence sacrée
 (juin 2023).
Si vous disposez d'ouvrages ou d'articles de référence ou si vous connaissez des sites web de qualité traitant du thème abordé ici, merci de compléter l'article en donnant les références utiles à sa vérifiabilité et en les liant à la section « Notes et références ».
On appelle éloquence sacrée l’art de la rhétorique lorsque celui-ci est exercé dans le domaine de la religion. 

## Histoire
De nombreux Pères de l’Église, dès l’époque d’Origène (IIIe siècle), ont laissé sermons et homélies, généralement sur des thèmes bibliques, dont on ne sait pas avec exactitude s’ils ont effectivement été prononcés. 
Une part considérable de la littérature latine moyenâgeuse est constituée de sermons. L'éloquence sacrée est devenu un genre littéraire reconnu et fort apprécié. Au XIIe siècle Guibert de Nogent compose un ‘Traité d'éloquence sacrée’. Mais c’est au tournant du XIIIe siècle, avec la ‘Summa de arte praedicatoria’ d’Alain de Lille (qui contient, après quelques conseils généraux, une collection d’esquisses de sermons sur les sujets les plus ordinaires), que l’on peut parler de systématisation de l’art de composer un sermon. Le traité d’Alain de Lille est le plus ancien manuel d’éloquence sacrée connu. Son exemple est bientôt suivi par d’autres dont Thomas de Chobham, qui compose une Summa de arte praedicandi (vers 1220).
Les grandes querelles religieuses avec Réforme protestante et Réforme tridentine catholique donnent une nouvelle impulsion  à l’art oratoire d’Église, même si à l’occasion les passions entrainent des dérapages: insultes, anathèmes, injures font parfois partie des meilleurs textes...
Le concile de Trente, dont la réforme liturgique donne une place privilégiée à la prédication, relance l’éloquence sacrée. L’architecture des nouvelles églises (de style baroque) en est influencée: les nefs sont larges, autorisant de plus grandes foules tout en améliorant l’acoustique, et les chaires de vérité sont placées au milieu de l’assemblée. 
Le sommet de cette nouvelle sensibilité à ce genre littéraire et oratoire particulier est la monumentale encyclopédie, en 16 volumes, du  jésuite Nicolas Caussin, confesseur du roi Louis XIII, intitulée De Eloquentia sacra et humana (1619).  
L’éloquence sacrée devient une ‘science ecclésiastique’ et entre à l’université. Au XVIIIe siècle plusieurs facultés de théologie ont leurs chaires d’éloquence sacrée. Ainsi en 1859 l’éloquence sacrée est une des sept chaires de sciences ecclésiastiques de la faculté de théologie catholique de Paris.  
Elle est cependant sur son déclin. Si les 'Conférences de Carême' de Notre-Dame de Paris attirent encore les foules au XXe siècle, l’éloquence sacrée quitte les universités. La réforme liturgique du concile Vatican II, donnant à la célébration de l’eucharistie un caractère plus convivial et familier, encourage indirectement une rhétorique religieuse différente où l’aspect théâtral de l’éloquence sacrée ne serait pas apprécié.

## Quelques orateurs sacrés célèbres

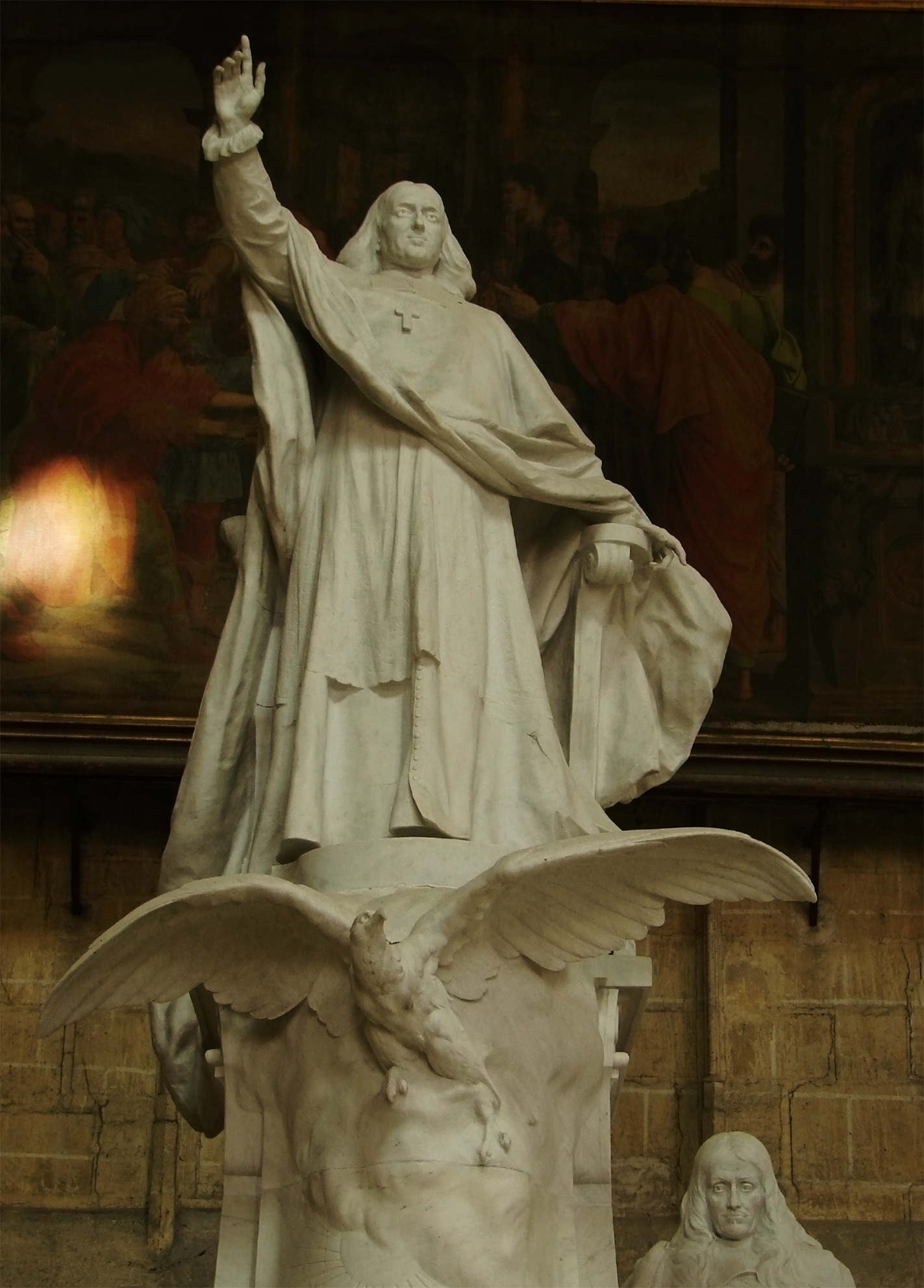
Bossuet est le grand maître incontesté de l’éloquence sacrée

Tout prédicateur n’est pas nécessairement un ‘orateur sacré’, tant s'en faut, même s’il suit scrupuleusement les règles du genre.
Parmi les grands orateurs sacrés reconnus :
- Jean Chrysostome
- Bernard de Clairvaux
- Maurice de Sully
- Bernardin de Sienne
- Jean d'Avila
- Nicolas Caussin
- Bossuet (qui, dans les temps modernes, est considéré comme le maitre incontesté du genre. Plusieurs de ses oraisons funèbres furent reprises dans des anthologies de littérature française)
- Konstantinas Sirvydas
- Piotr Skarga
- Louis Bourdaloue
- Henri Lacordaire
- Xavier de Ravignan
- Théophile Hénusse